# Elizabeth Rudel Smith
Pour les articles homonymes, voir Rudel et Smith.
Elizabeth (« Libby ») Rudel Smith Gatov, née le 27 avril 1911 à Montréal (Canada) et morte le 25 janvier 1997 à Kentfield, dans le comté de Marin (Californie, États-Unis), est une femme politique américaine. Membre du Parti démocrate, elle est trésorière des États-Unis entre 1961 et 1962,

## Biographie
Elle est la fille d'un industriel canado-américain de l'entreprise Rudel Machinery Company. Formée d'abord au Smith College, elle obtient son diplôme en 1937 à l'université du Michigan. En 1942, elle déménage en Californie, où elle épouse à San Francisco l'homme d'affaires Frederick H. Smith IV, son troisième mari, dont elle divorce par la suite. En 1962, elle épouse Albert W. Gatov, qui meurt en 1978.
Elle s'investit en politique pour le Parti démocrate pendant la campagne présidentielle de Harry S. Truman en 1948. 
Après avoir travaillé avec la Fondation de Coro à San Francisco pour former les jeunes hommes et femmes à faire carrière en politique, elle préside le comité du parti pour le comté de Martin et, en 1956, elle a été choisie comme Democratic National Committeewoman de Californie, faisant équipe à Los Angeles avec le Committeeman national du Democratic Party, l'avocat Paul Ziffren. Elle occupe ce poste jusqu'à sa nomination dans l'administration Kennedy, faisant suite à un bref séjour à Sacramento comme sous-commissaire (Deputy Labor Commissioner) pour le gouverneur Pat Brown. Elle est trésorière des États-Unis entre 1961 et 1962.
En 1962, elle rentre au comté de Marin depuis Washington et reste active au sein du Parti démocrate pendant une vingtaine d'années. Elle était une amie de la famille Kennedy et de beaucoup d'autres sommités du parti.

## Sources
- Inventory of the Elizabeth R. Gatov Papers, John F. Kennedy Presidential Library
- Obituary, New York Times, 9 février 1997